# Île Bampton
L'île Bampton est une île de Nouvelle-Calédonie en mer de Corail, dans les îles Chesterfield.

## Histoire
Les lignes de base droites et les lignes de fermeture des baies définissant les eaux territoriales françaises adjacentes à la Nouvelle-Calédonie sont définies pour l'île Bampton dans le décret du 3 mai 2002.